# Fuchsstadt (Stadtlauringen)
Fuchsstadt  ein Gemeindeteil des Marktes Stadtlauringen im unterfränkischen Landkreis Schweinfurt in Bayern. Am 1. Mai 1978 wurde die bis dahin selbständige Gemeinde in den Markt Stadtlauringen eingegliedert.
Fuchsstadt liegt wie Altenmünster in unmittelbarer Nähe des Ellertshäuser Sees. Das Kirchdorf befindet sich etwa sechs Kilometer südöstlich von Stadtlauringen.

## Katholische Kirche St. Nikolaus und St. Vitus

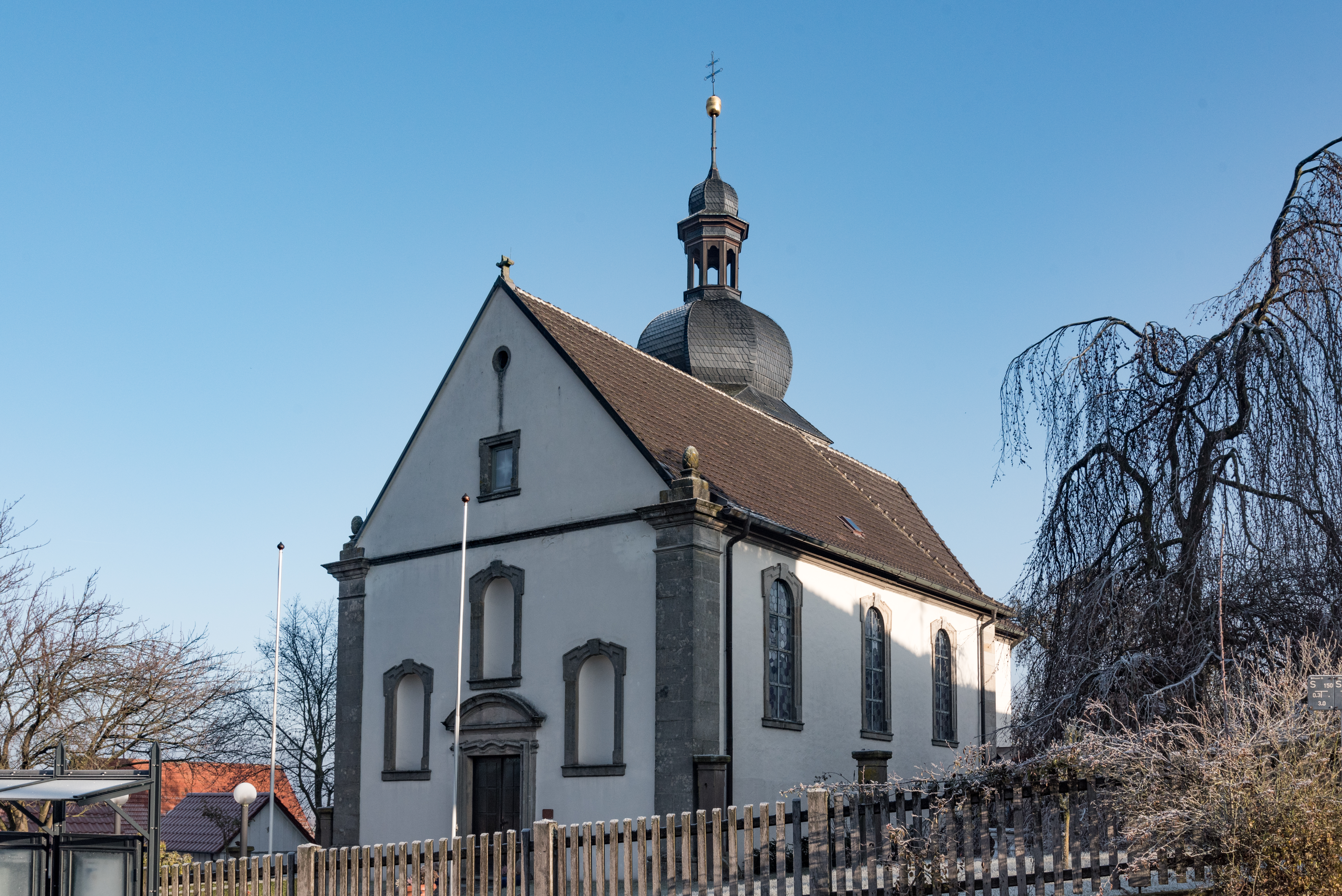
Kath. Kirche St. Nikolaus und St. Vitus in Fuchsstadt

### Geschichte
Fuchsstadt hatte vermutlich bereits im 13. Jahrhundert eine eigene Kirche; nachweisbar ist eine solche seit dem Jahr 1490.
Da das Kirchenschiff immer wieder baufällig war, brach man es 1736 ab und errichtete in den folgenden sechs Jahren einen Neubau, den man einige Meter seitlich versetzte. Am Kirchturm, den man im Zuge der Baumaßnahmen erhöhte und mit einem Zwiebelturm versah, ist heute noch erkennbar, an welcher Stelle das alte Hauptschiff ansetzte. Aus dieser Zeit sind die Kanzel und die Statuen des Hl. Nikolaus und des Hl. Burkard. Aus den 1830er-/1840er-Jahren stammen der Tabernakel, eine Pietà und eine St.-Vitus-Statue, aus dem Jahr 1851 das Hochaltarbild, das Kruzifix und ein Ölbild des Hl. Georg. Beim im Chorraum befindlichen Vierzehnheiligenbild handelt es sich aller Wahrscheinlichkeit nach um das frühere Altarbild.
1876 wurde der Kirchenraum im neugotischen Stil umgestaltet und ein neuer Altar sowie Figuren des Hl. Nikolaus und der Hl. Helena aufgestellt.
1937 wurden die neugotischen Malereien wieder entfernt und der Altar durch den heutigen Hochaltar ersetzt.
Der rechte Seitenaltar zeigt den Hl. Vitus und stammt aus dem Jahr 1833. Vor ihm ist der Taufbrunnen von 1630 aufgestellt. Der linke Seitenaltar enthält die Statue der Muttergottes mit Kind und wurde ebenfalls 1833 errichtet.
Im Turm der Kirche befinden sich Fresken. An dieser Stelle war der ursprüngliche Altarraum. In die Wand eingebracht ist eine Nische für den Tabernakel, die um 1600/1615 entstanden ist. Die Wandbilder sind aus dem 15. Jahrhundert, vermutlich um 1450.

### Orgel
Die Orgel stammt aus den Jahren 1806/1808 und hat 10 Register bei einem Manual und Pedal.
| Manual      |    |
| Gamba       | 8′ |
| Gedact      | 8′ |
| Salicional  | 8′ |
| Flöte       | 4‘ |
| Prinzipal   | 4‘ |
| Quint       | 3‘ |
| Flageolet   | 2‘ |
| Octav       | 2‘ |
| Mixtur 3-4f |    |

| Pedal  |     |
| Bordun | 16′ |

- Koppeln: Man/Ped

## Sehenswürdigkeiten
- Brauhaus-Museum
- Fresken der Kirche St. Nikolaus und St. Vitus

## Vereine
- TTC Fuchsstadt
- Obst- und Gartenbauverein
- Freiwillige Feuerwehr